# Pavel Říčan
Pavel Říčan (18. dubna 1933 Hustopeče – 25. prosince 2024) byl český psycholog, pedagog a výzkumník. Specializoval se na oblast klinické a vývojové psychologie a na psychologii osobnosti.

## Biografie
Narodil se v rodině evangelického faráře. 
V roce 1957 dokončil studium teologie na Komenského evangelické teologické fakultě v Praze. Po ukončení studií pracoval jako vychovatel na internátě. O pět let později završil i studium psychologie na FF UK. V letech 1962-1965 se věnoval výzkumu v oblasti testování lidských schopností a osobnosti a výuce na pražské katedře psychologie.
V roce 1965 získal titul kandidáta věd za rukopis Teorie schopností. 1966-1967 na University of Illionois pracoval v Laboratoři pro analýzu osobnosti a skupin založenou Raymond B. Cattellem. Po svém návratu působil na Fakultě dětského lékařství UK. Věnoval se výuce a výzkumné činnosti v oblasti dětské osobnosti. Roku 1968 obhájil PhDr. s disertační prací Vztah mezi pacientem a lékařem.
Pod vedením učitelů Josefa Langmeiera a Zdeňka Matějčka se stal klinickým psychologem, věnoval se intenzivně psychodiagnostice i psychoterapii.
Dále se zabýval výzkumem i pedagogickou činnosti v Psychologickém ústavu Československé akademie věd, později i na katedře psychologie postgraduálního vzdělávání.
Roku 1990 byl jmenován vedoucím Kabinetu psychologie Institutu pro další vzdělávání lékařů a farmaceutů v Praze a také docentem pro obor klinické psychologie. V následujících dvou letech 1991-1992 působil jako ředitel Psychologického ústavu Československé akademie věd a předseda Českomoravské psychologické společnosti. V ČSAV se věnoval výzkumu agrese, zvláště šikany na školách.
V roce 2004 byl jmenován profesorem oboru pedagogické psychologie.
Zabýval se spiritualitou. Byl řazen mezi vedoucí vědecké pracovníky Psychologického ústavu Akademie věd České republiky. Volný čas trávil nejraději s rodinou, měl rád beletrii a činohru.
Rozloučení s Pavlem Říčanem proběhlo 4. 1. 2025 v evangelickém kostele v Moravči u Pelhřimova.

## Dílo

### Cesta životem
Cesta životem, jejímž tématem je komplexní průběh celého lidského života od zrození až po smrt, je klasickou knihou přibližující čtenáři průběh lidského života s využitím poznatků z psychologie, sociologie a dalších vědních oborů. Pomáhá čtenáři lépe porozumět jeho osobní historii, definovat jeho postavení ve světě a dát svému příběhu smysl. Autor se opírá o koncepci biodromální psychologie (psychologie životní cesty), poznatky psychoanalýzy a nepřehlíží ani poznatky Erika Eriksona týkající se psychosociálního vývoje a jeho úkolů. Kniha je srozumitelným uvedením do vývojové psychologie, kterou uvítají studenti psychologie, pedagogiky či jiných humanitních oborů a která je průvodcem čtenáře po jeho vlastním životě a jeho smyslu.

### S dětmi chytře a moudře
Autor ve své knize předkládá psychologicky „chytré“ výchovné techniky s konkrétními cíli. Čtenář však vedle nich najde i podněty k laskavému a smysluplnému spolubytí s dětmi, které podle Pavla Říčana vede ke svobodnému, zodpovědnému a šťastnému životu. Úloha vychovatele je náročná, musí znát individualitu dítěte, ale i tu svou, protože jeho osobnost je hlavním „nástrojem“ výchovy. Kniha si proto klade za cíl i usnadnění vhledu do vlastních postojů, pocitů a motivů ve vztahu k dětem a celé rodině. Autor věnuje pozornost tématům jako jsou citová výchova, jídlo, hospodaření, vyrovnání se s násilím a agresí, sexuální výchova či generační soužití. Je určena zejména pro rodiče a prarodiče, ale ocení ji i vychovatelé.